# Léon Bon
Léon Bon (* 27. Juli 1875 in Bessèges, Département Gard; † 20. Oktober 1965) war ein französischer Politiker der SFIO. Von 1931 bis 1940 war er Mitglied des Senats.

## Leben
Bon, der aus den Cevennen stammte, kam schon früh nach Marseille, wo er später als Handelsvertreter arbeitete. Nach Beendigung seines Militärdienstes schloss er sich 1897 den Sozialisten an. Bei den Parlamentswahlen in den Jahren 1898 und 1902 machte er sich als erfolgreicher Wahlkampfhelfer von Bernard Cadenat einen Namen. Von 1908 bis 1912 saß er im Stadtrat von Marseille. Im Jahr 1919 zog er erneut in den Stadtrat ein und wurde stellvertretender Bürgermeister, was er bis 1929 blieb. Von 1924 bis 1938 war er Mitglied des Generalrats des Départements Bouches-du-Rhône. 1931 konnte er einen Sitz im Senat erringen und 1938 wurde er wiedergewählt. Mit der Machtübernahme des Vichy-Regimes am 10. Juli 1940 – Bon hatte für die erweiterten Vollmachten Marschall Pétains gestimmt – war er gezwungen, seinen Posten als Senator aufzugeben. 1948 wurde er zum Generalsekretär des kurzzeitig bestehenden Rassemblement des gauches républicaines. Im Jahr 1950 wurde er Vorsitzender der Parti socialiste démocratique. Sein Versuch, sich in den Gemeinderat von Jouques wählen zu lassen, scheiterte im Jahr 1953.